# Sofia Dalén
Anna Sofia Dalén, född 24 augusti 1990 i Norrahammars församling, Jönköpings län, är en svensk programledare och komiker.

## Biografi
År 2012 började Sofia Dalén utbilda sig till journalist på Södra Vätterbygdens folkhögskola, där hon under utbildningen var skribent på Jönköpings-Posten. År 2015 flyttade Dalén till Stockholm, där hon under flera år var programledare i P3 Star. Under Melodifestivalen 2020 var Dalén programledare för eftersnacket med artisterna. Idag driver hon bland annat humorpodden Widerström Dalén med Karolina Widerström och Youtube-serien Paradrätten.
Under 2022 var Dalén en av kändisarna i den fasta panelen i Bäst i test, en av gästerna i Benjamin’s och värd för Grammisgalan 2022 tillsammans med Amie Bramme Sey.
År 2023 var Dalén en av programledarna i Musikhjälpen.

## TV-medverkan
- 2020 – Melodifestivalen
- 2022 – Bäst i test (TV-program)
- 2022 – Benjamin’s
- 2022 – Grammisgalan 2022
- 2023 – Fångarna på fortet
- 2023 – På Spåret
- 2023 – Smartare än en femteklassare
- 2023 – Musikhjälpen
- 2024 – LOL: Skrattar bäst som skrattar sist